# Kalmarkriget
Kalmarkriget kallas det svensk-danska krig som pågick mellan 1611 och 1613 och inledningsvis utkämpades vid Kalmar med omnejd. I överensstämmelse med det så kallade "nederländska kriggöringssättet" från 1500-talet rörde sig striden till stor del om intagande och försvar av fasta platser. 

## Bakgrund
Redan år 1604 hade den danske kungen Kristian IV i en skrivelse till sitt riksråd framhållit att ett fälttåg i Sverige kunde skänka rik landvinning. Det vore enligt honom att vänta att Karl IX:s styre skulle få ett hastigt slut, ty "Gud allsmäktig har honom, så väl som andra tyranner, en kort termin förelagt. Sedan finnes", skrev Kristian, "uti hela den Gustavianska familjen ingen herre, som är myndig och till den ålder kommen, att han kunde styra det svenska riket."
Kristian retade Karl genom att förnya en tidigare tvist om riksvapnet Tre kronor. En annan krigsorsak var det av Karl IX anlagda Göteborg, som var "en nagel i jutens öga". Kristian fruktade att staden kunde bli en farlig medtävlare till Köpenhamn. Ju mer svenskarna vande sig vid att skeppa ut sina produkter och införa sina förnödenheter över handelsstaden vid Göta älv, desto mindre blev också danskarnas inkomst av den tull som de upptog av alla handelsfartyg som passerade Öresund.
Det viktigaste tvisteämnet mellan de båda grannländerna var dock den så kallade Lappmarksfrågan. Från urminnes tider förde samerna ett kringvandrande levnadssätt. Allt efter årstidernas växlingar flyttade de mellan fjällen och kustlandet. Högst uppe i Norden fanns ingen bestämd gräns utstakad mellan Sverige och Norge. Kusten av Atlanten och Norra Ishavet, Finnmarken som den kallades, hade visserligen av ålder varit norskt skattland, men från svensk sida hade birkarlarna också uppburit skatt, och denna uppgift övertogs sedan av de lappfogdar som Gustav Vasa tillsatte. Ända från Ofoten till Varangerfjorden måste därför samerna betala skatt till två makter. År 1598 utfärdade emellertid Kristian IV ett förbud för dem att erlägga skatt till svenska kronan. Men förbudet erkändes inte av Karl IX, som besvarade det bland annat med att anta titeln "lappars i Norlanden och de kajaners konung".
Dessa avlägsna nejder hade också fått ny betydelse efter att sjövägen till Ryssland norr om Skandinavien blivit upptäckt. Följden därav hade nämligen blivit en livlig handelsförbindelse mellan norra Ryssland och Västmakterna, i synnerhet England. Därmed fick också det mellanliggande nordskandinaviska kustlandet större värde med hänsyn både till sina produkter, som köptes upp av passerande fartyg, och sina hamnar, där fartygen fick erlägga avgifter när de löpte in för att söka hamn eller driva handel.
Danska provokationer hade förekommit under flera år. Hertig Karl hade redan 1601 besvarat ett danskt angrepp medan han befann sig i Estland och han hade sedan som Karl IX vid riksdagen 1609 ansökt om bevillningar från adeln för kriget mot Polen och Ryssland samt för det väntade kriget mot Danmark. Vid riksdagen i Örebro 1610 ansågs kriget oundvikligt. På en dansk herredag i februari 1611 lyckades Kristian IV få ett beslut om krig mot Sverige och den 4 april utfärdades krigsförklaringen, som Karl IX mottog i Örebro.

## Kriget
Danmarks inledande krigsplan gick ut på att med två arméer anfalla och ringa in den svenska armén och krossa den. Danskarna började den 3 maj 1611, under Kristian IV:s eget befäl, belägra Kalmar och tog den 27 maj staden med storm. Kalmar slott uppgavs 3 augusti utan strid av hövitsmannen Christer Somme.  
Den 11 juni hade Karl IX anlänt till slottets undsättning, samt efter kronprinsen Gustaf Adolfs lyckade överrumpling av Kristianopel den 25 juni, och ankomsten av förstärkningar, vågat en stormning mot det danska lägret den 17 juli. Men kung Karl IX ansåg sig tvungen att dra sig tillbaka till Ryssby, 20 km norr om Kalmar. Där slog han 22 augusti tillbaka ett anfall från kung Kristian vid slaget vid Ryssby.
Öland och Borgholms slott föll i danskarnas händer, men återtogs 7 oktober av Gustaf II Adolf, varefter krigsrörelserna i dessa trakter avstannade för året. År 1612 hände inget annat i konflikten än att Öland på nytt erövrades av danskarna.
Kristian IV tågade i januari 1612 in i Västergötland till Skara, som brändes ned, samtidigt som en styrka under Gert Rantzau härjade i Småland. Den nyblivne kungen Gustaf II Adolf drog som motdrag in i Skåne och härjade där, varvid han bland annat brände ned köpstaden Vä. Denna händelse var den direkta anledningen till Kristian IVs grundande av fästningsstaden Kristianstad. Stadsrättigheterna för Vä drogs in och borgarna flyttade över till Kristianstad. 
Vid uttåget ur Skåne blev Gustav II Adolfs styrka den 11 februari angripen av en kvantitativt underlägsen dansk styrka under Breide Rantzau (1556–1618) och Anders Stensen Bille vid slaget i Vittsjö. Den svenske kungen undslapp med nöd och näppe med livet i behåll, då isen brast under honom vid flykten. Händelsen beskrevs senare på bonader av Karel van Mander II i riddarsalen på Frederiksborg slott. 

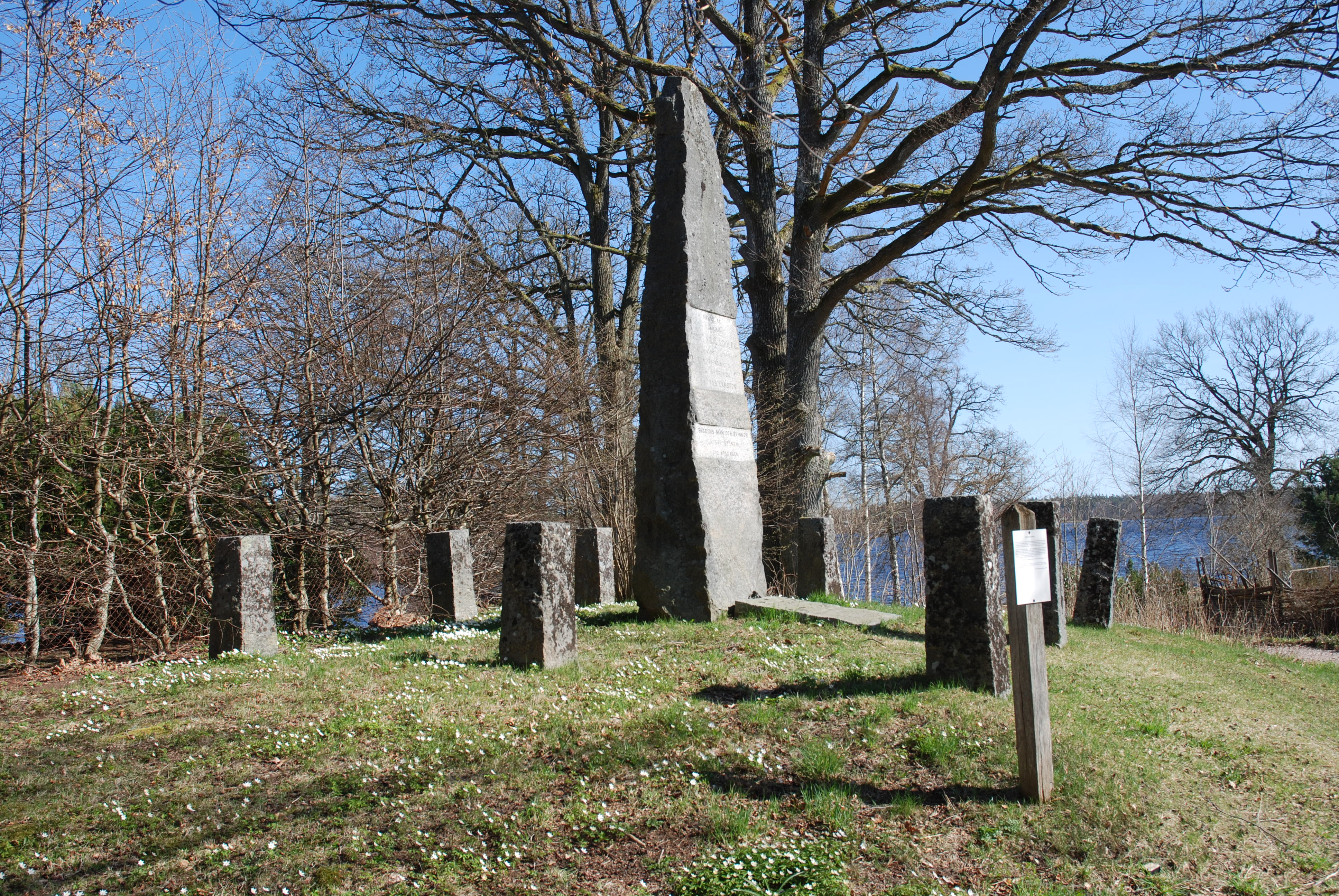
Minnessten över slaget i Vittsjö 1612

Danmark erövrade Älvsborgs fästning den 24 maj 1612. Under 1612 föll svenskarna också in i Halland och brände Varberg, där det något senare stod ett mindre slag på Köllereds hed med en anfallande dansk ryttarstyrka under Kristian IV, vilket svenskarna vann.
Strider förekom även i Bohuslän och Dalsland och för dessa brukar namnet Brännefejden användas. Vidare förekom ett infall i Gudbrandsdalen sensommaren 1612 av en skotsk här i svensk lejd, vilken led ett katastrofalt nederlag vid Slaget vid Kringen mot ett bondeuppbåd.
Mycket av kriget bestod av räder, plundringar och nedbränning av respektive fienders socknar för att på så sätt omöjliggöra försörjning av arméerna. 

## Freden i Knäred

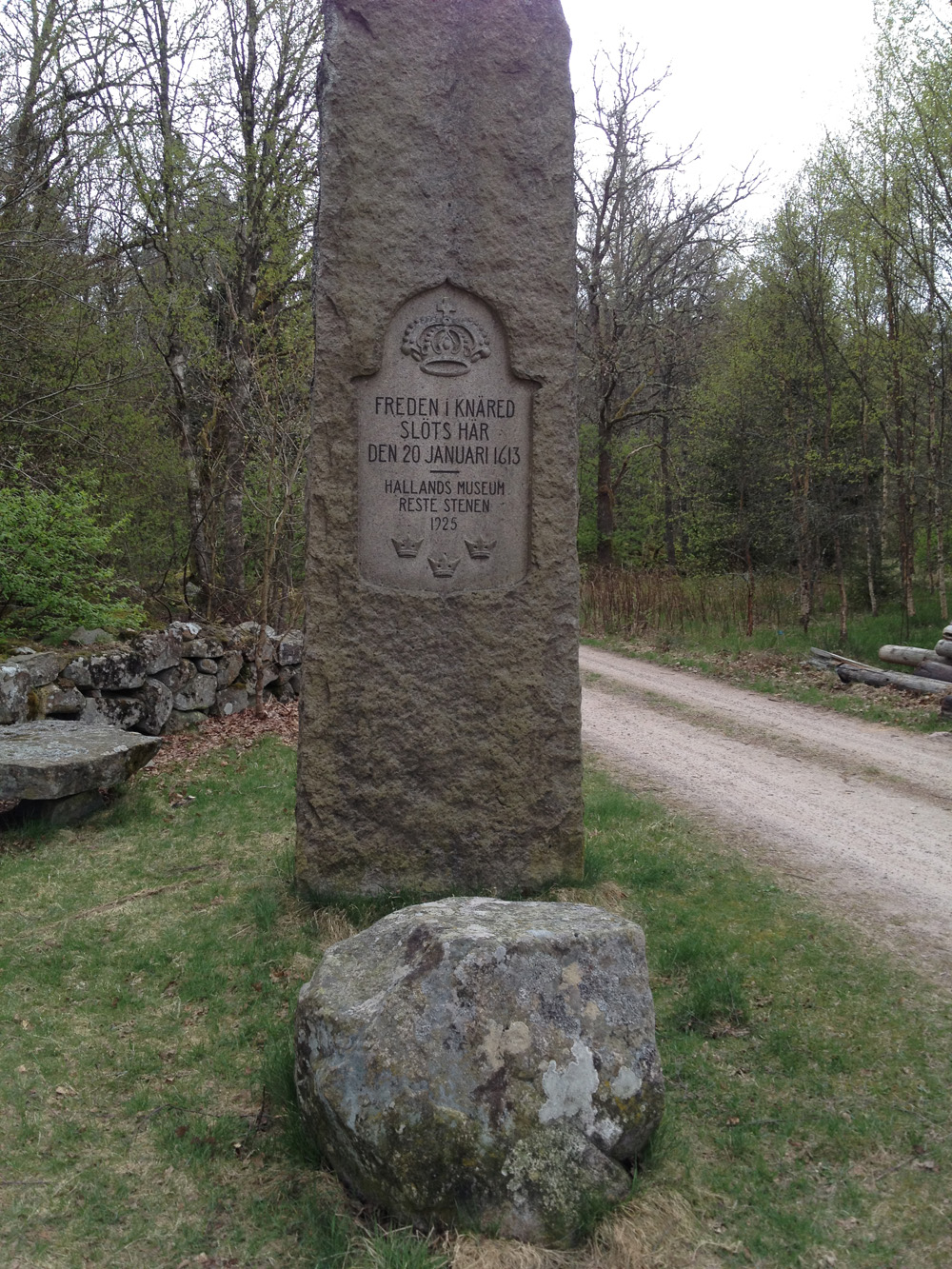
Minnessten över freden i Knäred vid Sjöared

Kriget avslutades med freden i Knäred 1613.
England och Republiken Förenade Nederländerna hade bägge intressen i handel på Östersjön och pressade på för att hålla tillbaka Danmarks grepp om Östersjön genom att få slut på Kalmarkriget innan danskarna kunde åstadkomma en avgörande seger. Danmark hade till stor del förlitat sig på legotrupper och hade 1613 ont om pengar. Genom förmedling av kung Jakob I av England signerades den 20 januari 1613 ett fredsavtal vid en gränsbro vid Sjöared i närheten av Knäred.
Danmark-Norge nådde att Norge kunde säkra sin makt i Finnmark. Sverige tvingades att erlägga Älvsborgs lösen, men åstadkom samtidigt rätten till fri genomfart genom Öresund utan att betala tull.